# Самби, Ахмед Абдалла
Ахмед Абдалла Мохамед Самби (фр. Ahmed Abdallah Mohamed Sambi, род. 5 июня 1958, Муцамуду, остров Анжуан, Коморы) — президент Комор с 26 мая 2006 по 26 мая 2011 года.
Учился в исламских учебных заведениях в Судане, Саудовской Аравии и Иране. За обучение в Иране и внешность получил прозвище «Аятолла». Владелец различных заводов и телекомпании.
В 1996 году, в качестве лидера исламистской партии Национальный фронт за справедливость (NFJ), Самби был избран членом парламента.
В 2006 году, баллотируясь как независимый кандидат, уверенно получил номинацию от родного острова в общенациональный тур президентских выборов, где получил более 58 % голосов (на Коморских островах баллотироваться в президенты могут только жители каждого из трёх островов по очереди, причём три кандидата, выдвигаемые на общенациональное голосование, определяются в ходе конкурентных выборов на острове-номинаторе). Эти выборы стали первой мирной передачей власти в истории страны. В ходе предвыборной кампании обещал не превращать Коморы в исламское государство, бороться с коррупцией, создавать рабочие места, улучшать жилищные условия жителей.
Стал первым президентом страны с острова Анжуан. Женат. По собственному утверждению, в юности разделял взгляды Али Суалиха, бывшего президентом Комор и убитого в 1978 году.
В попытке найти новые источники финансирования администрация Самби приняла в 2008 году закон, разрешающий продажу гражданства Коморских островов. В частности, Коморы заключили соглашение с рядом стран Персидского залива, которые приобретали коморские паспорта для «бидунов» - большой группы лиц без гражданства, проживающих на их территории. В 2018 году Самби был обвинен в хищениях средств, полученных через эту программу, и взят под стражу. Впоследствии сама статья обвинения была переквалифицирована на "государственную измену". В 2022 году Самби был приговорен к пожизненному заключению и конфискации имущества.